# Horst Rothe
Horst Rothe (* 13. Dezember 1899 in Hosterwitz, Dresden; † 10. Juli 1974) war ein deutscher Hochfrequenztechniker und -physiker.

## Leben
Rothe studierte an der TH Dresden und promovierte bei Heinrich Barkhausen mit einer experimentellen Arbeit über die Emission von Glühkathoden. Er verfasste 1926/1927, als Mitarbeiter zusammen mit Walter Schottky in Rostock einen Band des Handbuches der Experimentalphysik zum Thema Elektronenemission und Elektronenröhren. Anschließend ging er 1927 zu Telefunken in Ulm. Rothes Interesse galt der Physik und Technik der Höchstfrequenz-Elektronenröhren. Er war für die Entwicklung von Miniaturröhren für Empfänger bei Telefunken zuständig.
Seit etwa 15 Jahren hatten Schottky und Eberhard Spenke die Raumladungsschwächung des Schrotteffeks beobachtet, aber noch nicht quantitativ verstanden. Die experimentellen Untersuchungen von Rothe und seinen Mitarbeitern im Telefunken-Röhrenlaboratorium zeigten die Berechtigung der Anwendung dieser Theorie und lieferten wesentliche Grundlagen für die Entwicklung rauscharmer Elektronenröhren.
Dies war eine Zeit rascher Fortschritte auf dem Gebiet der Elektronenröhren, gekennzeichnet durch die erste technische Entwicklung von Mehrgitterröhren, Pentoden, Hexoden, Oktoden. Die fortschreitende Technisierung verlangte die Verstärkung immer breiterer Übertragungsbereiche bei immer höheren Frequenzen.
Ab 1933 entwickelte er mit Werner Kleen unter Walter Graffunder die Universalpentode RV12P2000.
1939 war sein Labor in Berlin, als Herbert Mataré dazukam. Dazu gehörte auch Iris Runge (1888–1966). Zu Kriegsbeginn gehörte sein Labor zur von Hans Rukop geleiteten Forschungsabteilung, die der Entwicklungsabteilung unter Karl Rottger und ab April 1942 Leo Brandt unterstand.
Zu ihrem Aufgabenbereich gehörte auch die Erforschung der unzuverlässigen Kristalldetektoren aus Pyrit und Karborund.
Ab 1945 war er bei Telefunken Leiter der Entwicklungslaboratorien des gesamten Elektronenröhrenbereichs. Er hatte die Aufgabe die Röhrenentwicklung praktisch bei Null beginnend neu aufzubauen und trug wesentlich zur wirtschaftlichen Existenz des Unternehmens bei. In den Jahren 1950–1955 veröffentlichte er mit einer Anzahl von Mitarbeitern Untersuchungen über das Rauschen von Elektronenröhren und aktiven Vierpolen allgemein. Das von ihm und Walter E. Dahlke angegebene, Korrelationen berücksichtigende Ersatzbild für rauschende Vierpole stellt einen wesentlichen Fortschritt dar und wird heute in aller Welt benutzt. 1952 wurde Rothe zum Direktor der Röhrenentwicklung ernannt. Hier hatte er den für einige Zeit weltweit rauschärmsten NF-Transistor auf den Markt gebracht. Für seine Arbeiten über die Matrixdarstellung rauschender Vierpole wurde er vom amerikanischen IRE, später IEEE zum Fellow ernannt.
1954 wurde an der TH Karlsruhe eine Professur für „Elektrische Nachrichtentechnik“ eingerichtet, auf die schließlich am 1. April 1956 Rothe als Ordinarius berufen wurde. 1958 gründete er hier das Institut für Hochfrequenztechnik und Hochfrequenzphysik. Er beschäftigte sich intensiv mit dem Verstärkerrauschen. Als Anfang der 1950er der Maser erfunden wurde, ein quantenmechanischer Verstärker mit einer Rauschtemperatur von wenigen Kelvin, fühlte Rothe sich auf seinem Spezialgebiet, dem Rauschen, angesprochen und beschloss, sich auch auf dem Gebiet der Maser zu engagieren. Kurz darauf wurde das Institut für Höchstfrequenztechnik und Elektronik (IHE) mit Helmut Friedburg (* 1913) aufgebaut. Das erste Forschungsgebiet beider Institute war das Rauschen von Röhren und Maser-Verstärkern, sie wurden später von parametrischen Hochfrequenzverstärkern mit Varaktor-Dioden abgelöst.
Rothe hat in persönlichen Gesprächen immer wieder die Bedeutung seiner Auslandsreisen (nach Java und viele Male USA) sowie die Veröffentlichung seines mehrbändigen Werkes über Elektronenröhren zusammen mit Werner Kleen, für seinen beruflichen Werdegang betont. Er hat Veröffentlichungen mit an die zwanzig Mitarbeitern und Doktoranden verfasst und ungezählte Diplomanden betreut.
Für den durch Krieg so hinausgezögerten beruflichen Erfolg war Rothe sehr dankbar. Schwere Krankheiten, auch seiner Ehefrau haben ihn etwa ab 1962 zu einer viel zurückgezogeneren Lebensweise gezwungen als seinem lebhaften und kontaktfreudigen Wesen eigentlich entsprach. 1967 übernahm Gerhard K. Grau die Leitung des Instituts und benannte es 1971 um in Institut für Hochfrequenztechnik und Quantenelektronik.

## Schriften
- Technische Elektronenröhren und ihre Verwendung; 1928
- mit Hellmut Simon von Osram: Glühelektroden und technische Elektronenröhren; 1928; für das Handbuch der Experimentalphysik
- Physik der Glühelektroden; Herstellung der Glühelektroden; 1928
- Grundlagen und Kennlinien der Elektronenröhren, mit W. Kleen, in Jonathan Zenneck: Bücherei der Hochfrequenztechnik Band 2; 1940, 1943, 1948, 1951, 1953
- Elektronenröhren als Anfangsstufen-Verstärker; mit W. Kleen, in Jonathan Zenneck: Bücherei der Hochfrequenztechnik Band 3; 1940, 1944, 1948, 1953
- Elektronenröhren als End- und Senderverstärker; mit W. Kleen, in Jonathan Zenneck: Bücherei der Hochfrequenztechnik Band 4; 1940, 1953
- Elektronenröhren als Schwingungserzeuger und Gleichrichter; mit W. Kleen, in Jonathan Zenneck: Bücherei der Hochfrequenztechnik Band 5; 1941, 1948
- Elektronenröhren-Physik in Einzelberichten; 1953
- Die Telefunken-Röhre – Festschrift zur 50-Jahr-Feier der Telefunken-Gesellschaft für drahtlose Telegraphie mbH. 27. Mai 1953; Franzis-Verlag
- Hochvakuum-Elektronenröhren; Band 1, Physikalische Grundlagen; 1955
- Theorie rauschender Vierpole und deren Anwendung; In Telefunken-Röhre, Heft 33 (1966) bzw. Heft 33a (1960)
- Der Molekularverstärker und seine Anwendung